# Zvončići
Zvončići (eng. Jingle Bells) je božićna pjesma koju je napisao James Pierpoint u Bostonu 1857.
Napisana je za potrebe župe koja je htjela proslaviti Dan zahvalnosti.
Pjesma se jako svidjela župljanima, pa su zamolili Pierpointa da se opet zapjeva na Božić iste godine.

## Poveznice
- Božićne skladbe

## Vanjske poveznice
|  | Wikizvor ima izvorni tekst Zvončići |